# Warszawka (Łysaków Drugi)
Warszawka – kolonia wsi Łysaków Drugi w Polsce, położona w województwie świętokrzyskim, w powiecie jędrzejowskim, w gminie Jędrzejów.
W latach 1975–1998 kolonia administracyjnie należała do województwa kieleckiego.